# Термочувствительные полимеры
Термочувствительные полимеры (либо температуро-чувствительные полимеры) — это полимеры, способные к изменению физико-химических свойств в ответ на изменение температуры. Наиболее распространёнными примерами термо-чувствительных полимеров являются водорастворимые полимеры, которые проявляют в растворах либо нижнюю критическую температуру растворения (НКТР), либо верхнюю критическую температуру растворения (ВКТР). Фазовый переход при этом проявляется либо в помутнении прозрачного раствора, которое впоследствии может приводить к образованию осадка, или расслоению на два слоя несмешивающихся жидкостей, либо в образовании прозрачного или непрозрачного геля.

## Полимеры с НКТР
Полимеры данного типа растворяются при более низких температурах и нагревание их растворов приводит к фазовому расслоению. Наиболее известным примером таких систем является поли-N-изопропилакриламид (ПНИПАМ), который проявляет НКТР в водных растворах. Нагревание разбавленных водных растворов ПНИПАМ выше 32 градусов Цельсия приводит к их помутнению. При использовании более концентрированных растворов ПНИПАМ их нагревание сопровождается образованием непрозрачного геля. Такие фазовые переходы являются полностью обратимыми, так, при снижении температуры, гель ПНИПАМ растворяется, а мутный раствор становится снова прозрачным. Влияние температуры на фазовое состояние термочувствительного полимера в водных растворах объясняется возможностью образования водородных связей с молекулами воды. При более низких температурах эти связи стабильны и молекулы воды образуют гидратную оболочку вокруг макромолекул полимера. При повышении температуры имеет место разрушение водородных связей, что приводит к контракции макромолекул и их дальнейшей агрегации.
Примерами других полимеров такого типа являются поли(винил метиловый эфир), поли(2-этил-2-оксазолин), поли(Н-пропил-2-оксазолин), поливинилкапролактам, а также некоторые неионные эфиры целлюлозы (метилцеллюлоза, гидроксипропилцеллюлоза и гидроксипропилметилцеллюлоза). Как правило, проявление НКТР возможно для макромолекул с определённым гидрофильно-гидрофобным балансом. В литературе есть также примеры получения термочувствительных полимеров при комбинировании мономеров с отличающимися гидрофобно-гидрофильными свойствами. Например, три-блок сополимеры полиэтиленгликоль-полипропиленгликоль-полиэтиленгликоль, выпускающиеся под торговой маркой Плюроники или Полоксамеры являются водорастворимые при пониженных температурах и проявляют способность к образованию прозрачных гелей при нагревании. Есть также сведения о получении статистических сополимеров, в которых комбинируются мономеры различной природы, проявляющих НКТР в водных растворах. Например, такие свойства проявляются сополимерами гидроксиэтилметакрилата с гидроксиэтилакрилатом, а также винилпирролидона с винилбутиловым эфиром.

## Полимеры с ВКТР
Растворы таких полимеров обычно можно приготовить при повышенной температуре, но при дальнейшем её снижении наблюдается фазовое расслоение.